# 10 tháng 12
Ngày 10 tháng 12 là ngày thứ 344 (345 trong năm nhuận) trong lịch Gregory. Còn 21 ngày trong năm.

## Sự kiện
- 220 – Hán Hiến Đế thoái vị nhường ngôi cho Tào Phi, kết thúc triều đại nhà Hán và mở ra triều đại Tào Ngụy
- 1427 – Hội thề Đông Quan được tổ chức giữa quân Lam Sơn và quân Minh, kết thúc cuộc khởi nghĩa Lam Sơn, nước Đại Việt được tái lập.
- 1768 – Ấn bản đầu tiên của Encyclopædia Britannica được xuất bản.
- 1799 – Pháp lựa chọn mét làm đơn vị đo chiều dài chính thức.
- 1817 – Mississippi trở thành tiểu bang thứ 20 của Hoa Kỳ.
- 1868 – Cột đèn giao thông đầu tiên được dựng lên ngoài Tòa nhà Quốc hội ở Luân Đôn, phỏng theo đèn tín hiệu đường sắt với các cánh semaphore ban ngày và các đèn dầu màu xanh màu đỏ ban đêm.
- 1884 – Tiểu thuyết Những cuộc phiêu lưu của Huckleberry Finn của tác gia người Mỹ Mark Twain được phát hành lần đầu tiên.
- 1898 – Chiến tranh Tây Ban Nha–Mỹ chính thức kết thúc với việc ký kết Hiệp ước Paris, theo đó Tây Ban Nha giao nộp quyền kiểm soát Cuba, nhượng Guam, Philippines, và Puerto Rico cho Hoa Kỳ.
- 1898 – Nghĩa quân Nguyễn Trung Trực tập kích đốt cháy chiến thuyền Pháp L’Esperance tại vàm Nhựt Tảo, Việt Nam.
- 1901 – Các Giải Nobel được trao lần đầu tiên đúng 5 năm sau cái chết của nhà sáng lập giải thưởng này, nhà hóa học Thụy Điển Alfred Nobel.
- 1902 – Phụ nữ lần đầu tiên được trao quyền bỏ phiếu tại Tasmania.
- 1906 – Tổng thống Hoa Kỳ Theodore Roosevelt thắng giải Nobel Hòa bình, trở thành người Mỹ đầu tiên đoạt được một giải Nobel.
- 1909 – Nhà văn Thụy Điển Selma Lagerlöf trở thành nhà văn nữ đầu tiên chiến thắng trong Giải Nobel Văn học.
- 1932 – Thái Lan thông qua một bản hiến pháp và trở thành một nước quân chủ lập hiến.
- 1939 – Thành lập Đại Việt Quốc dân Đảng.
- 1941 – Chiến tranh thế giới thứ hai: Hải quân Nhật Bản đánh chìm hai tàu chiến Anh Quốc HMS Prince of Wales và HMS Repulse gần bờ biển Mã Lai thuộc Anh.
- 1948 – Đại hội đồng Liên Hợp Quốc thông qua Tuyên ngôn Quốc tế Nhân quyền, văn kiện quốc tế đầu tiên đưa ra tiêu chuẩn nhân quyền.
- 1949 – Nội chiến Trung Quốc: Quân Giải phóng Nhân dân Trung Quốc bắt đầu bao vây Thành Đô, buộc Tổng thống Tưởng Giới Thạch và chính phủ Quốc Dân phải triệt thoái đến Đài Loan.
- 1967 – Chiến tranh Việt Nam: Kết thúc chiến dịch Lộc Ninh với thắng lợi của Quân giải phóng miền Nam
- 1978 – Xung đột Ả Rập-Israel: Thủ tướng Israel Menachem Begin và Tổng thống Ai Cập Anwar Al-Sadad cùng nhận được Giải Nobel Hòa bình.
- 1982 – Công ước Liên Hợp Quốc về Luật biển được ký kết tại Jamaica sau mười năm thương thảo.
- 1984 – Đại Hội đồng Liên Hợp Quốc công nhận Công ước chống Tra tấn.
- 1989 – Cách mạng Mông Cổ: Trong cuộc tuần hành công cộng mở ủng hộ dân chủ đầu tiên trong nước, Tsakhiagiin Elbegdorj tuyên bố thành lập Liên hiệp Dân chủ Mông Cổ.
- 2009 – Avatar, bộ phim khoa học viễn tưởng phá vỡ kỷ lục phòng chiếu Titanic đã giữ trong 12 năm, được công chiếu tại Luân Đôn.
- 2016 – Hai vụ nổ bên ngoài sân vận động bóng đá ở Istanbul, Thổ Nhĩ Kỳ, giết chết 38 người và làm 166 người bị thương.

## Sinh
- 553 – Trần Thúc Bảo, hoàng đế nhà Trần (m. 604)
- 1804 – Carl Gustav Jakob Jacobi, nhà toán học người Đức (m. 1851)
- 1815 – Ada Lovelace, nhà toán học, lập trình viên người Anh (m. 1852)
- 1816 – August Karl von Goeben, tướng lĩnh người Đức (m. 1880)
- 1821 – Nikolay Alexeyevich Nekrasov, nhà thơ người Nga, tức 28 tháng 11 theo lịch Julius (m. 1877)
- 1830 – Emily Dickinson, nhà thơ người Mỹ (m. 1886)
- 1852 – Felix Graf von Bothmer, tướng lĩnh người Đức (m. 1937)
- 1870 – Adolf Loos, kiến trúc sư người Áo (m. 1933)
- 1891 – Nelly Sachs, nhà văn người Đức, đoạt giải Nobel (m. 1970)
- 1904 – Antonín Novotný, chính trị gia người Tiệp Khắc, Tổng bí thư Đảng Cộng sản Tiệp Khắc (m. 1975)
- 1908 – Olivier Messiaen, nhà soạn nhạc, nhà điểu học người Pháp (m. 1992)
- 1917 – Nguyễn Thị Kim, nhà điêu khắc và họa sĩ người Việt Nam (m. 2011)
- 1921 – Đỗ Tiến Tài, chính trị gia người Singapore (m. 2012)
- 1922 – Đỗ Thế Chấp, nhà hoạt động chính trị người Việt Nam (m. 1992)
- 1933 - Nhạc sĩ Tuấn Khanh
- 1934 – Howard Martin Temin, nhà di truyền học người Mỹ, đoạt giải Nobel (m. 1994)
- 1939 – Phạm Khắc, nhà quay phim, nhà nhiếp ảnh người Việt Nam (m. 2007)
- 1958 – 
  - Phạm Minh Chính, Thủ tướng Việt Nam
  - Cornelia Funke, tác giả người Đức
  - Fukumoto Nobuyuki, mangaka người Nhật Bản
  - Vũ Linh, nghệ sĩ cải lương người Việt Nam
- 1981 – Nguyễn Huy Hoàng, cầu thủ bóng đá người Việt Nam
- 1985 – 
  - Charlie Adam, cầu thủ bóng đá người Anh Quốc
  - Raven-Symoné, nữ diễn viên, ca sĩ người Mỹ
  - Lê Công Vinh, cầu thủ bóng đá người Việt Nam
- 1987 – Gonzalo Higuaín, cầu thủ bóng đá người Argentina gốc Pháp
- 1988 – Neven Subotić, cầu thủ bóng đá người Serbia-Mỹ sinh tại Bosnia và Herzegovina
- 1990 - S.T Sơn Thạch, ca sĩ, diễn viên người Việt Nam, thành viên cựu nhóm nhạc 365daband
- 1991 – LE (EXID), ca sĩ người Hàn Quốc
- 1996 – Kang Daniel, ca sĩ thần tượng người Hàn Quốc của nhóm nhạc K-POP WANNA ONE

## Mất
- 1198 – Ibn-Rushd, nhà bác học Hồi giáo sinh tại lãnh thổ nay thuộc Tây Ban Nha (s. 1126)
- 1603 – William Gilbert, nhà thiên văn học, nhà vật lý học, thầy thuốc Anh (s. 1544)
- 1858 – Joseph Paul Gaimard, bác sĩ phẫu thuật, nhà động vật học người Pháp (s. 1793).
- 1867 – Sakamoto Ryōma, samurai và chính trị gia người Nhật Bản, tức 15 tháng 11 nông lịch (s. 1836)
- 1886 – Eduard Moritz von Flies, sĩ quan người Đức (s. 1802)
- 1896 – Alfred Nobel, nhà phát minh người Thuỵ Điển, người sáng lập giải Nobel (s. 1833)
- 1916 – Ōyama Iwao, tướng lĩnh quân đội người Nhật Bản (s. 1842)
- 1919 – Franz Steindachner, nhà ngư học, bò sát-lưỡng cư học người Áo (s. 1834)
- 1929 – Ngô Đức Kế, nhà thơ và nhà báo người Việt Nam (s. 1878)
- 1936 – Luigi Pirandello, tác gia và nhà soạn kịch người Ý, đoạt giải Nobel Văn chương (s. 1867)
- 1947 – Đạm Phương, nhà thơ, nhà hoạt động văn hóa, xã hội, nhà báo người Việt Nam (s. 1881).
- 1948 – Na Hye-sok, nhà báo, nhà thơ và hoại sĩ người Triều Tiên (s. 1896)
- 1968 – Điền Hán, nhà hí kịch, nhà thơ, dịch giả người Trung Quốc (s. 1898)
- 1973 – Wolf V. Vishniac, nhà vi trùng học người Mỹ (s. 1922)
- 1987 – Jascha Heifetz, nghệ sĩ vĩ cầm người Mỹ gốc Litva (s. 1901)
- 2000 – Nguyễn Đình Hòa, nhà ngôn ngữ học người Việt Nam (s. 1924)
- 2006 – Augusto Pinochet, tổng thống Chile (s. 1915)
- 2007 – Cao Đăng Chiếm, chính trị gia và sĩ quan công an người Việt Nam (s. 1921)
- 2010 – John Fenn, nhà hóa học người Mỹ, đoạt giải Nobel hóa học (s. 1917)
- 2010 – Nguyễn Thị Thứ, Bà mẹ Việt Nam anh hùng (s. 1904)

## Những ngày lễ và kỷ niệm
- Liên hiệp quốc - Ngày Nhân quyền